# Alopecosella pelusiaca
Alopecosella pelusiaca là một loài nhện trong họ Lycosidae.
Loài này thuộc chi Alopecosella. Alopecosella pelusiaca được Jean Victor Audouin miêu tả năm 1826.